# 派隆 (玻利維亞)
派隆是玻利維亞的城鎮，位於該國中部，由聖克魯斯省負責管轄，距離首府聖克魯斯61公里，海拔高度291米，每年平均降雨量約950毫米，2010年人口12,949。
17°39′34″S 62°43′11″W / 17.6594°S 62.7197°W